# سباق الكيس
سباق الكيسهو لعبة رياضية يقوم فيها المتسابقون بسباق مميز حيث أن كل متسابق يدخل جزؤه السفلي في كيس فيضطر إلى القفز . هذه اللعبة اليوم مخصصة للأطفال .

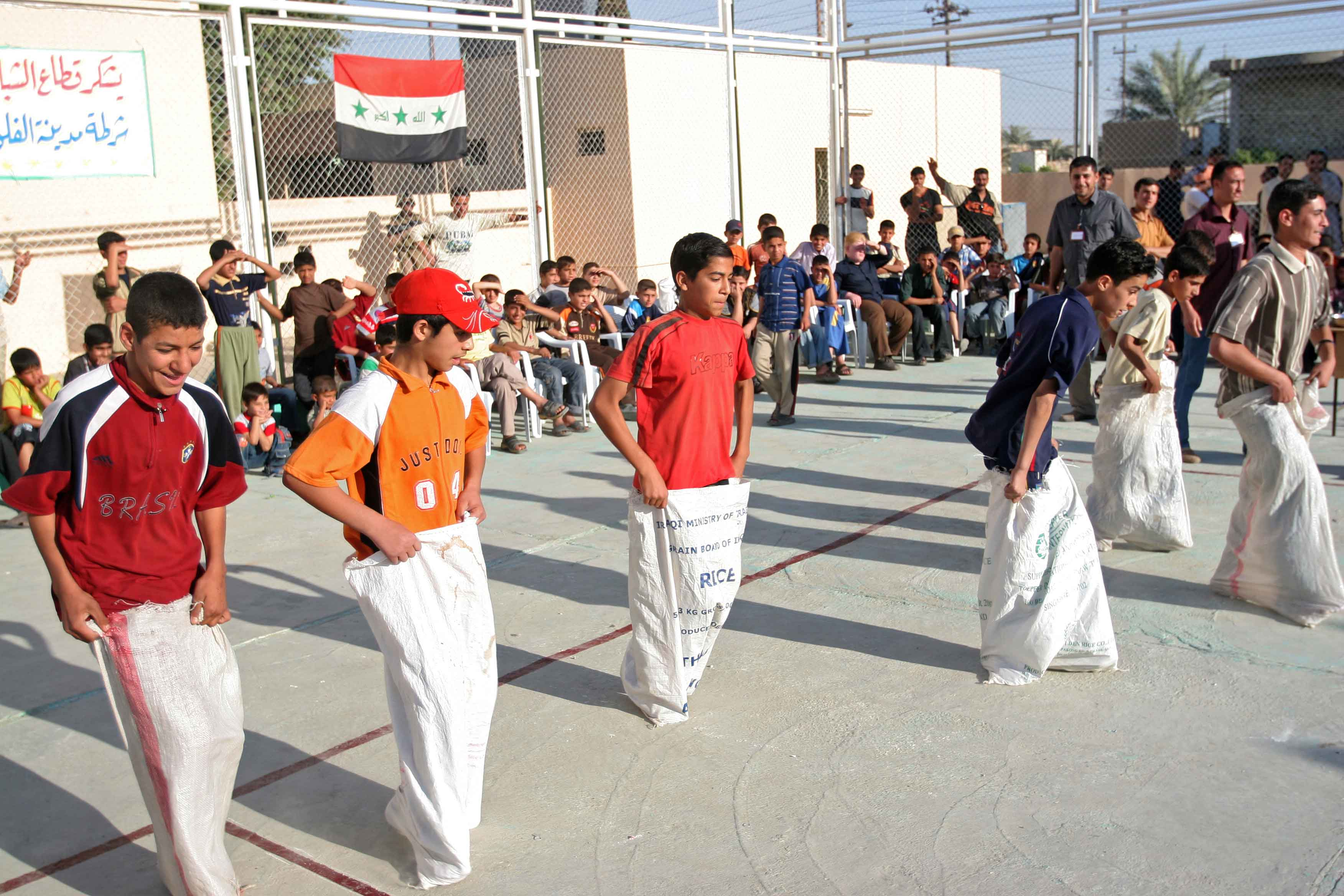
مجموعة من الأولاد يقومون بممارسة سباق الكيس في الفلوجة بالعراق سنة 2008